# Rainha de Ophir com joias de ouro

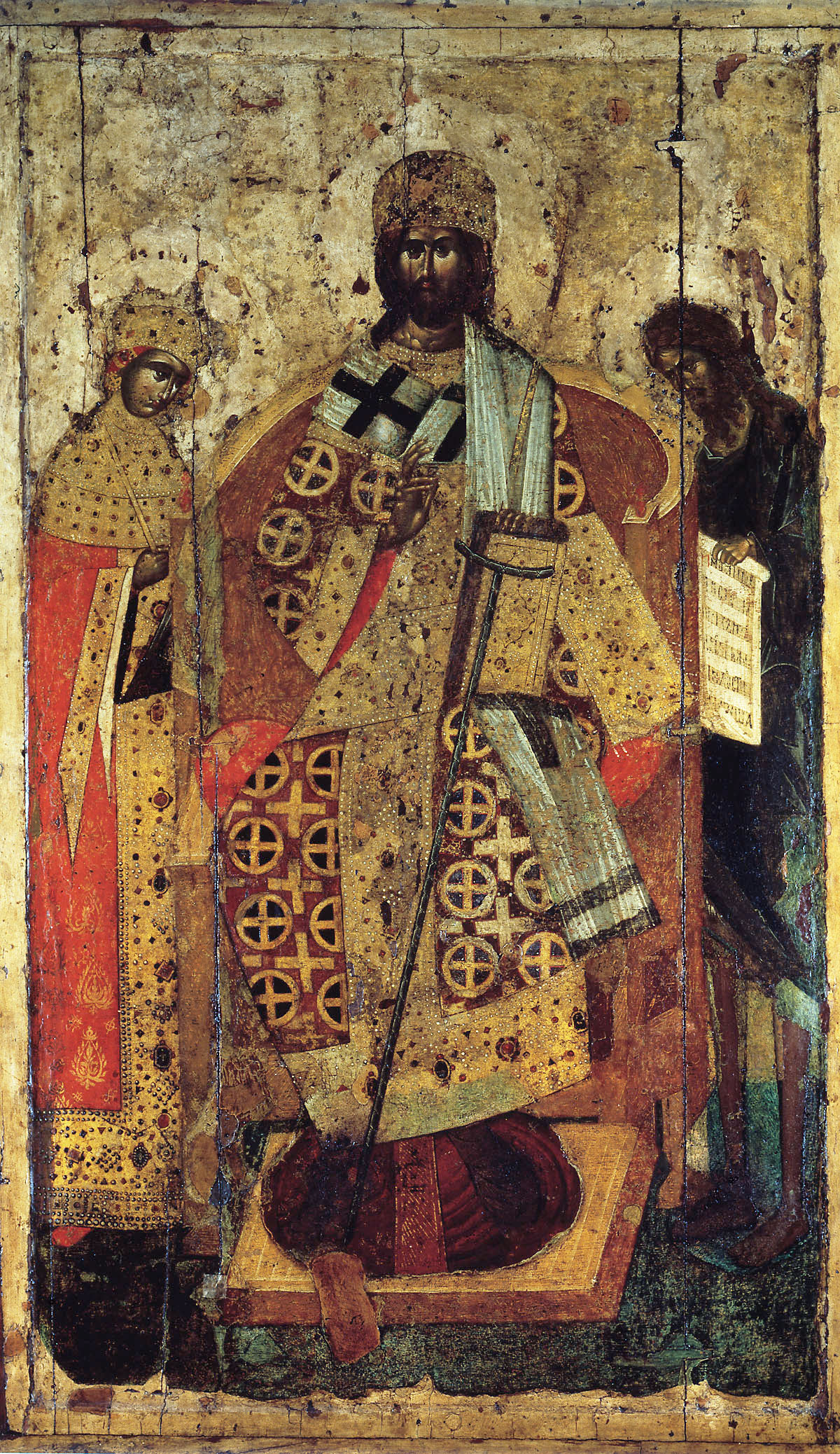
O ícone russo "A Rainha está à sua direita", Catedral da Dormição, Moscou

A Rainha de Ophir com joias de ouro é uma personagem bíblica, que aparece no Salmo 45 do livro dos Salmos.  É considerada uma figura profética da Virgem Maria. Comentário da Nova Bíblia Católica (NBC) A Bíblia afirma que "a nova e definitiva aliança que se estende a todos os povos. A Liturgia inspira-se neste salmo para celebrar o cumprimento mais impressionante destas núpcias místicas: a Virgem Maria, Rainha e Esposa do Rei, e aqueles que, seguindo-a, escolheram Cristo como seu Esposo". 
O Proto-Evangelho de Tiago conta que, quando Maria, aos três anos, foi enviada ao templo pelos seus pais, uma comitiva de donzelas virgens, segurando candeias de duas a duas, acompanharam-a até seu destino. Lá recebeu-a o sacerdote, o qual, depois de tê-la beijado, abençoou-a e exclamou: — O Senhor engrandeceu teu nome diante de todas as gerações, pois que, no final dos tempos, manifestará em ti sua redenção aos filhos de Israel. Assim, cumpriu-se a profecia de Salmos 44 (45), de que a noiva seria apresentada ao Rei por uma comitiva de outras virgens. Os primeiros versículos falam sobre o mais belo de todos os filhos dos homens, cheio de graças e bênçãos eternas, o herói defensor da verdade e da justiça, este é Jesus Cristo, o Messias e filho de Deus. O versículo 10 aponta essa tal rainha Virgem como estando à direita do rei, o que tem uma simbologia de grande honraria. Já os versículos 14 e 15, como interpreta são Máximo, falam sobre como a filha desse rei, que mais cedo revelou-se como o próprio Deus (v. 7) apresentou-se a ele toda formosa, com vestes bordadas em ouro e roupagens multicores, mais cedo (v.12) é exposto que a beleza da Virgem encanta o Rei, seu Pai, o que nos aponta que a formosura e luxo de suas roupas representam as diversas cores de suas várias virtudes e o valor precioso, como que de ouro, de todas as suas qualidades, com as quais foi ornamentada ao longo de seu crescimento.

## Interpretação como a Virgem Maria
O catolicismo sustenta que a segunda metade do Salmo 45 é sobre a Virgem Maria. Ela é a “rainha dourada de Ofir” (v.9); sua beleza tão desejada pelo rei não é sua aparência exterior, mas seu coração (v.13); e que a Igreja é representada pelas virgens que a acompanham (v. 14), e que a veneram (v.12). Para entender isso, primeiro temos que entender a posição da rainha no Antigo Testamento. A rainha não era a esposa do rei, mas sua mãe. O rei costumava ter muitas esposas, mas apenas uma mãe. Na Igreja Ortodoxa também partilham esta mesma interpretação com a Igreja Católica.

## Na visão de São João
Na tradição católica, o Salmo 45:1-9 refere-se a Jesus e os versículos 9-17 referem-se a Maria, sua mãe, como Rainha. No livro do Apocalipse, João teria visto a Assunção de Maria:
| “ | "Foi visto um grande sinal no céu: uma mulher vestida do sol, tendo a lua debaixo dos seus pés, e uma coroa de doze estrelas sobre a sua cabeça" Apocalipse 12:1 | ” |

Para os católicos, este trecho também seria um reconhecimento da Virgem Maria como "Rainha do Céu", uma vez que torna-se uma alusão semelhante com a Rainha encontrada no Salmo 45.

## Escritura de São Jerônimo
São Jerônimo argumenta que este Salmo fala da Virgem, da Noiva e da Igreja.

## Na festa da assunção da Virgem Maria ao céu
O Salmo 45 é usado todo dia 15 de agosto como Salmo responsorial.

## Profecia
De acordo com este Salmo ele dá uma profecia sobre Cristo e sua mãe, os versículos 1-9a falam sobre Cristo e imediatamente após esses versículos há outra profecia menos conhecida que fala sobre Maria. No nível literal, este salmo referia-se ao rei de Israel, provavelmente Salomão, recebendo uma nova noiva, com sua mãe à sua direita para simbolizar seu poder e autoridade. Mas no nível espiritual refere-se a Cristo e Maria.
Para cumprir esta profecia do Antigo Testamento, Maria disse: 
| “ | «[...] Doravante as gerações todas me chamarão de bem-aventurada [...]» Evangelho de Lucas 1:48. | ” |

O catolicismo considera que só uma mulher pode cumprir isso, que é Maria.
Jesus também nos dá Maria na cruz como nossa mãe, tornando-a mãe de inúmeros filhos:
| “ | 25.Junto à cruz de Jesus estavam de pé sua mãe, a irmã de sua mãe, Maria, mulher de Cléofas, e Maria Madalena. 26.Quando Jesus viu sua mãe e perto dela o discípulo que amava, disse à sua mãe: “Mulher, eis aí teu filho”. 27.Depois disse ao discípulo: “Eis aí tua mãe”. E dessa hora em diante o discípulo a recebeu como sua mãe. Evangelho de São João 19:25-27 | ” |

É por isso que os católicos honram a Virgem Maria como a rainha do céu por ser a mãe do rei, Cristo. O Papa Pio XII publica uma encíclica sobre a rainha do céu chamada Ad caeli Reginam.

## Outras interpretações

### Israel
Alguns protestantes afirmam que a noiva é Israel, a esposa de Deus.

### A Igreja
Outros protestantes argumentam que fala da igreja, a noiva de Cristo.

## Texto
| “ | 10.Filhas de reis formam vosso cortejo; posta-se à vossa direita a rainha, ornada de ouro de Ofir. 11.Ouve, filha, vê e presta atenção: esquece o teu povo e a casa de teu pai. 12.De tua beleza se encantará o rei; ele é teu senhor, rende-lhe homenagens. 13.Habitantes de Tiro virão com seus presentes, próceres do povo implorarão teu favor. 14.Toda formosa, entra a filha do rei, com vestes bordadas de ouro. 15.Em roupagens multicores apresenta-se ao rei, após ela vos são apresentadas as virgens, suas companheiras. 16.Levadas entre alegrias e júbilos, ingressam no palácio real. 17.Tomarão os vossos filhos o lugar de vossos pais, vós os estabelecereis príncipes sobre toda a terra. 18.Celebrarei vosso nome através das gerações. E os povos vos louvarão eternamente. Salmo 45 (44):10-18 | ” |